# 傾城傾國
《傾城傾國》是凌力1990年代的歷史小說，由经济日报出版社1998年11月出版，主角是明朝大臣孫元化；為小說《少年天子》、《少年康熙》的前傳。

## 文献
1. ↑  豆瓣网- 凌力文集-倾城倾国 （页面存档备份，存于）